# Иксия
Иксия (лат. Ixia) — род многолетних травянистых растений семейства Ирисовые (Iridaceae). Род объединяет, по разным данным, от сорока до шестидесяти шести видов. Иксия — популярное садовое растение, известно достаточно большое количество сортов с цветками разнообразной окраски.

## Название
Научное название рода имеет греческое происхождение, образовано от слова ixios — «птичий клей» (специальный клейкий состав, использовавшийся для ловли птиц) — и объясняется липкостью сока иксии.

## Распространение
Все растения этого рода происходят с юга Африки, из Капской области.

## Биологическое описание
Представители рода — клубнелуковичные растения, обычно высотой от 30 до 45 см, максимальная высота — 60 см.
Стебли тонкие. Листья длинные, ремневидные (мечевидные).
Цветки актиноморфные (что в семействе Ирисовые встречается нечасто), диаметром от 2,5 до 5 см. На одном растении обычно образуется около десяти цветков. Лепестков шесть; они могут иметь различную окраску — белую, жёлтую, розовую, красную; ближе к центру лепестки становятся более тёмными — тёмно-красными, коричными или почти чёрными, образуя характерный для цветков иксии тёмный центр. Время цветения — конец весны, начало лета. Ночью и в пасмурные дни цветки закрыты.
Запах у цветков специфический, не слишком сильный, но привлекательный для многих насекомых, в том числе пчёл.

## Культивирование
Иксия — популярное садовое растение. Морозы переносит плохо, поэтому в регионах без существенных отрицательных температур иксию оставляют зимовать в почве, в регионах же с умеренным климатом клубнелуковицы обычно выкапывают в конце лета, после того, как увянут листья, и хранят до весны в сухом прохладном месте. В регионах с умеренным климатом иксию выращивают также в теплицах или как комнатное растение.
Выведено множество гибридных культиваров иксии. У всех них тёмный (обычно красно-чёрный) центр цветков и различная окраска остальной части лепестков:
- Ixia 'Englishton' — розовая;
- Ixia 'Hogarth' — жёлтая;
- Ixia 'Mabel' — розово-красная;
- Ixia 'Nelson' — белая;
- Ixia 'Uranus' — тёмно-жёлтая.

В садоводстве видовую принадлежность культиваров нередко обозначают как Ixia hybrida — Иксия гибридная.
Агротехника
Для иксии рекомендуется хорошо дренированная высокопитательная почва. Растение солнцелюбивое, но не следует его размещать на слишком ярком солнце. Посадка клубнелуковиц — на глубину 5 см. После посадки клубнелуковиц до начала роста полив должен быть умеренным; затем полив следует увеличить; после окончания цветения полив следует существенно уменьшить. Размножение — детками клубнелуковиц, которые отделяют от материнских клубнелуковиц при выкапывании, или семенами (в последнем случае растения обычно начинают цвести на третий год после посадки).

## Классификация
Род Иксия является типовым родом трибы Иксиевые (Ixieae) в составе подсемейства Иксиевые (Ixioideae) семейства Ирисовые (Iridaceae).

## Виды
Некоторые виды по данным сайта Germplasm Resources Information Network:
- Ixia dubia Vent.
- Ixia duckittiae L.Bolus — Иксия Дакит
- Ixia flexuosa L.
- Ixia lutea (Ker Gawl.) Baker [syn. Ixia erecta var. lutea Ker Gawl.]
- Ixia maculata L. — Иксия пятнистая. Наиболее известный в садоводстве вид. Центр цветков — коричный или чёрный; выведено множество сортов с лепестками любой окраски, от белой до красной[4].
- Ixia monadelpha D.Delaroche — Иксия однобратственная
- Ixia ovata (Andrews) Sweet [syn. Ixia capitata var. ovata Andrews]
- Ixia paniculata D.Delaroche — Иксия метельчатая [syn.  Morphixia paniculata] [syn.  Tritonia longiflora]. Центр цветков — пурпурно-чёрный, вокруг него имеется розовый или красный участок; окраска остальной части лепестков — от белой до кремовой[4].
  - Ixia paniculata var. tenuiflora (Vahl) Baker [syn.  Ixia tenuiflora — Vahl]
- Ixia patens Aiton
- Ixia polystachya L. (1762) typus — Иксия многоколосковая [у Карла Линнея — polystachia][10]
- Ixia scariosa Thunb.
- Ixia scillaris L. [syn.  Tritonia scillaris (L.) Baker]
- Ixia viridiflora — Иксия зелёноцветковая. Центр цветков — пурпурно-чёрный, окраска остальной части лепестков — белая с зеленоватым оттенком[4].

Многие таксоны, которые ранее относили к роду Иксия, сейчас включены в состав мореи (Moraea), ромулеи (Romulea), спараксиса (Sparaxis), тритонии (Tritonia), фреезии (Freesia) и других родов семейства Ирисовые:
- Ixia africana L. = Aristea africana (L.) Hoffmanns.
- Ixia angusta Willd. = Hesperantha angusta (Willd.) Ker Gawl.
- Ixia bulbifera L. = Sparaxis bulbifera (L.) Ker Gawl.
- Ixia bulbocodium (L.) L. = Romulea bulbocodium (L.) Sebast. & Mauri
- Ixia bulbocodoides D.Delaroche = Romulea spp.
- Ixia chinensis L. = Iris domestica Goldblatt & Mabb.
- Ixia corymbosa L. = Lapeirousia corymbosa (L.) Ker Gawl.
- Ixia crocata L. = Tritonia crocata (L.) Ker Gawl.
- Ixia cruciata Jacq. = Romulea cruciata (Jacq.) Baker
- Ixia deusta Aiton = Tritonia deusta (Aiton) Ker Gawl.
- Ixia flabellifolia D.Delaroche = Tritonia flabellifolia (D.Delaroche) G.J.Lewis
- Ixia fugacissima L.f. = Moraea fugacissima (L.f.) Goldblatt
- Ixia gladiolaris Lam. = Tritonia gladiolaris (Lam.) Goldblatt & J.C.Manning
- Ixia grandiflora D.Delaroche = Sparaxis grandiflora (D.Delaroche) Ker Gawl.
- Ixia hirta Thunb. = Geissorhiza inflexa (D.Delaroche) Ker Gawl.
- Ixia hyalina L.f. = Tritonia crocata (L.) Ker Gawl.
- Ixia inflexa D.Delaroche = Geissorhiza inflexa (D.Delaroche) Ker Gawl.
- Ixia pendula L.f. = Dierama pendulum (L.f.) Baker
- Ixia pyramidalis Lam. = Lapeirousia pyramidalis (Lam.) Goldblatt
- Ixia thyrsiflora D.Delaroche = Aristea thyrsiflora (D.Delaroche) N.E.Br.
- Ixia tricolor Schneev. = Sparaxis tricolor (Schneev.) Ker Gawl.
- Ixia verrucosa B.Vogel = Freesia verrucosa (B.Vogel) Goldblatt & J.C.Manning

## Галерея

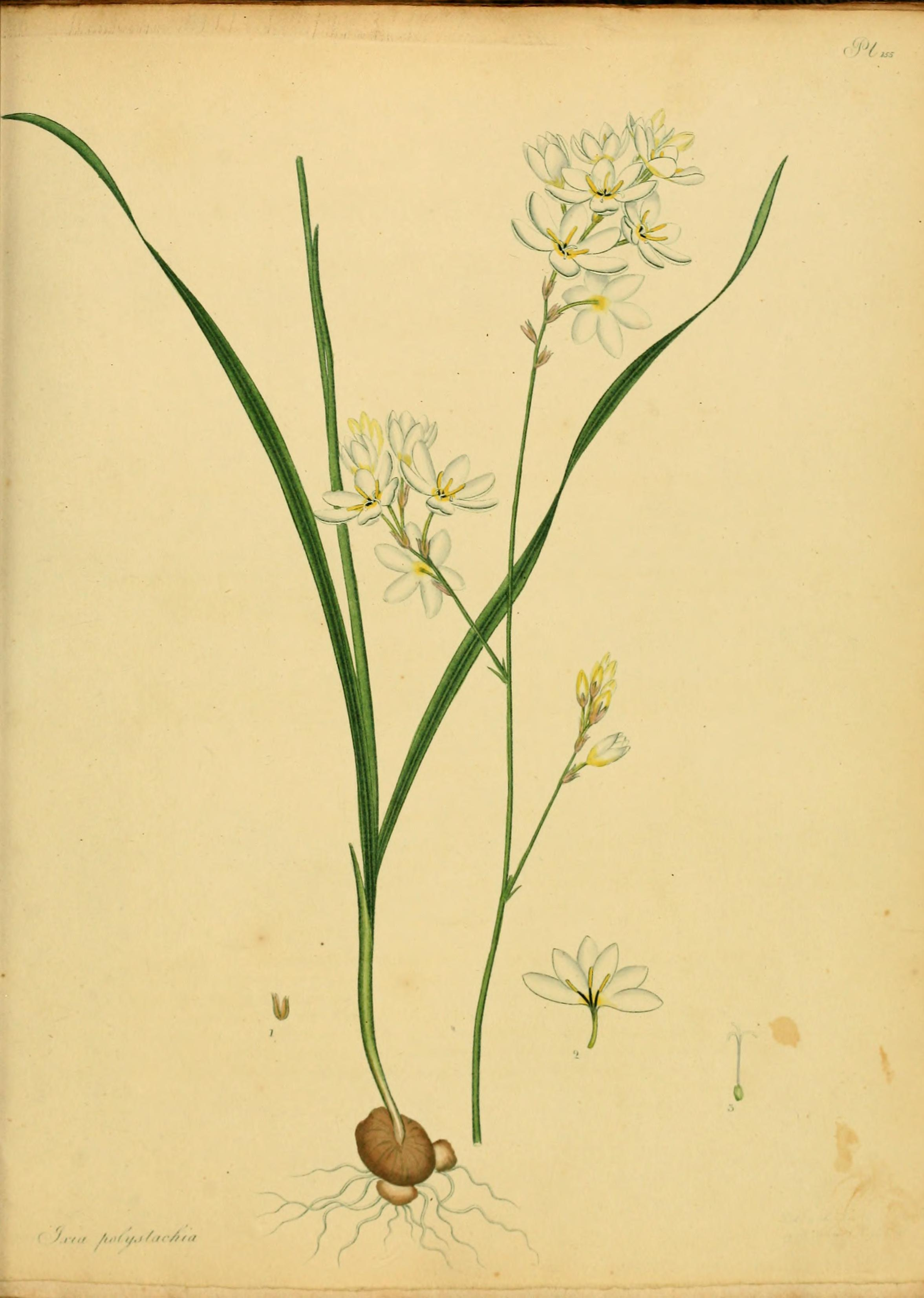
Иксия многоколосковая (Ixia polystachya). Ботаническая иллюстрация из издания Botanist's Repository, for new, and rare plants… (1797—1814)
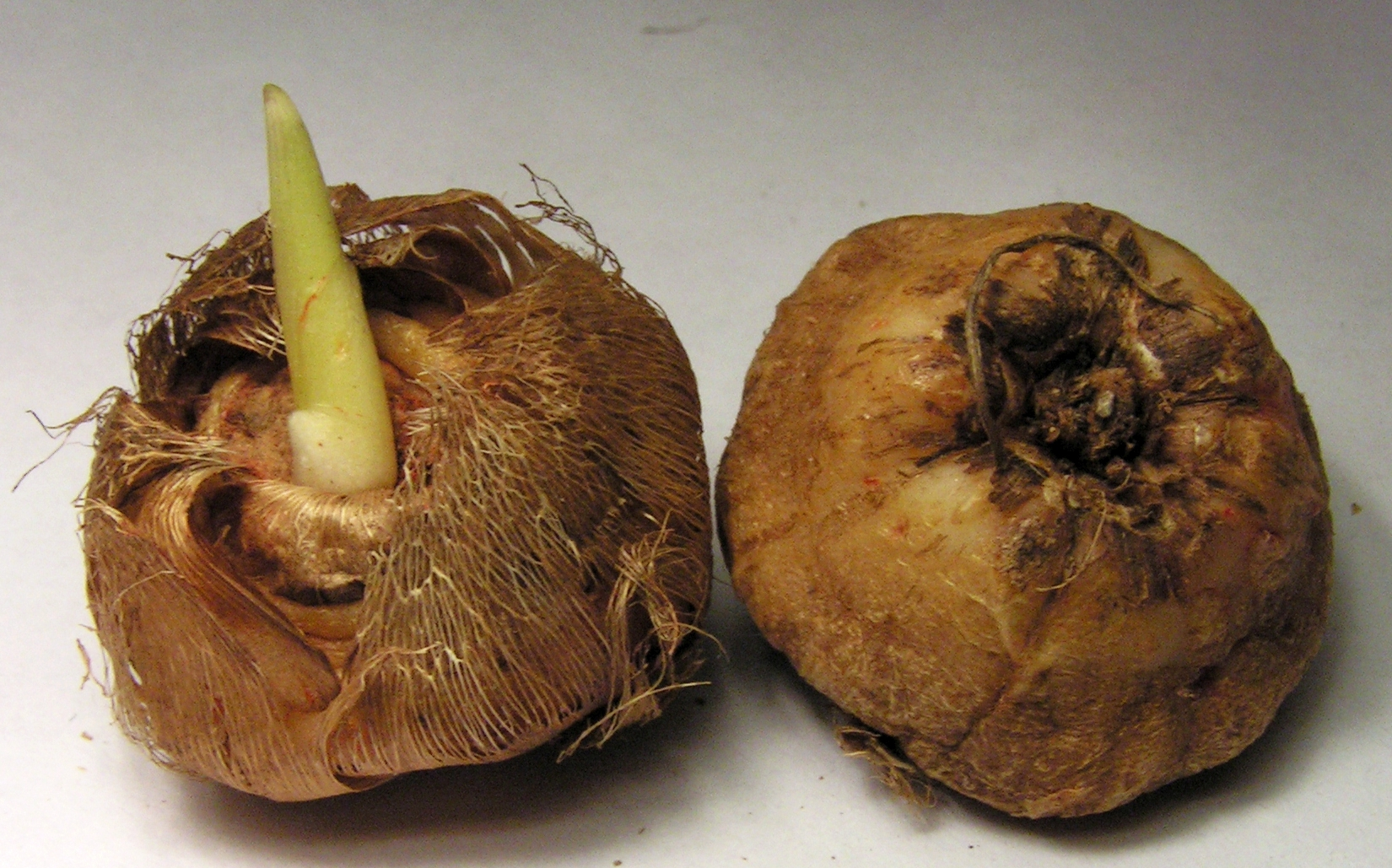
Ixia sp.: начинающие прорастать клубнелуковицы (диаметр около 2 см)
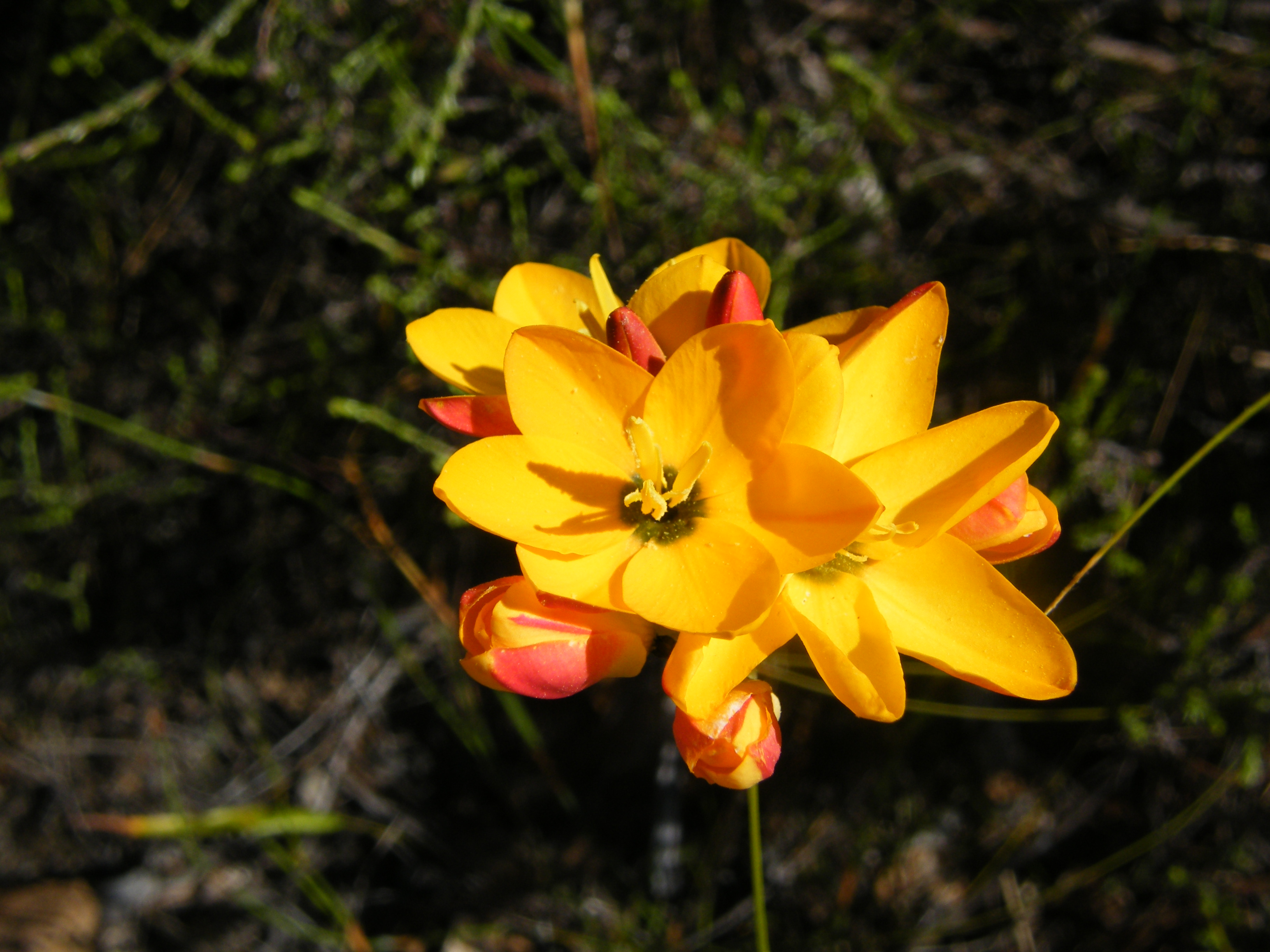
Ixia dubia
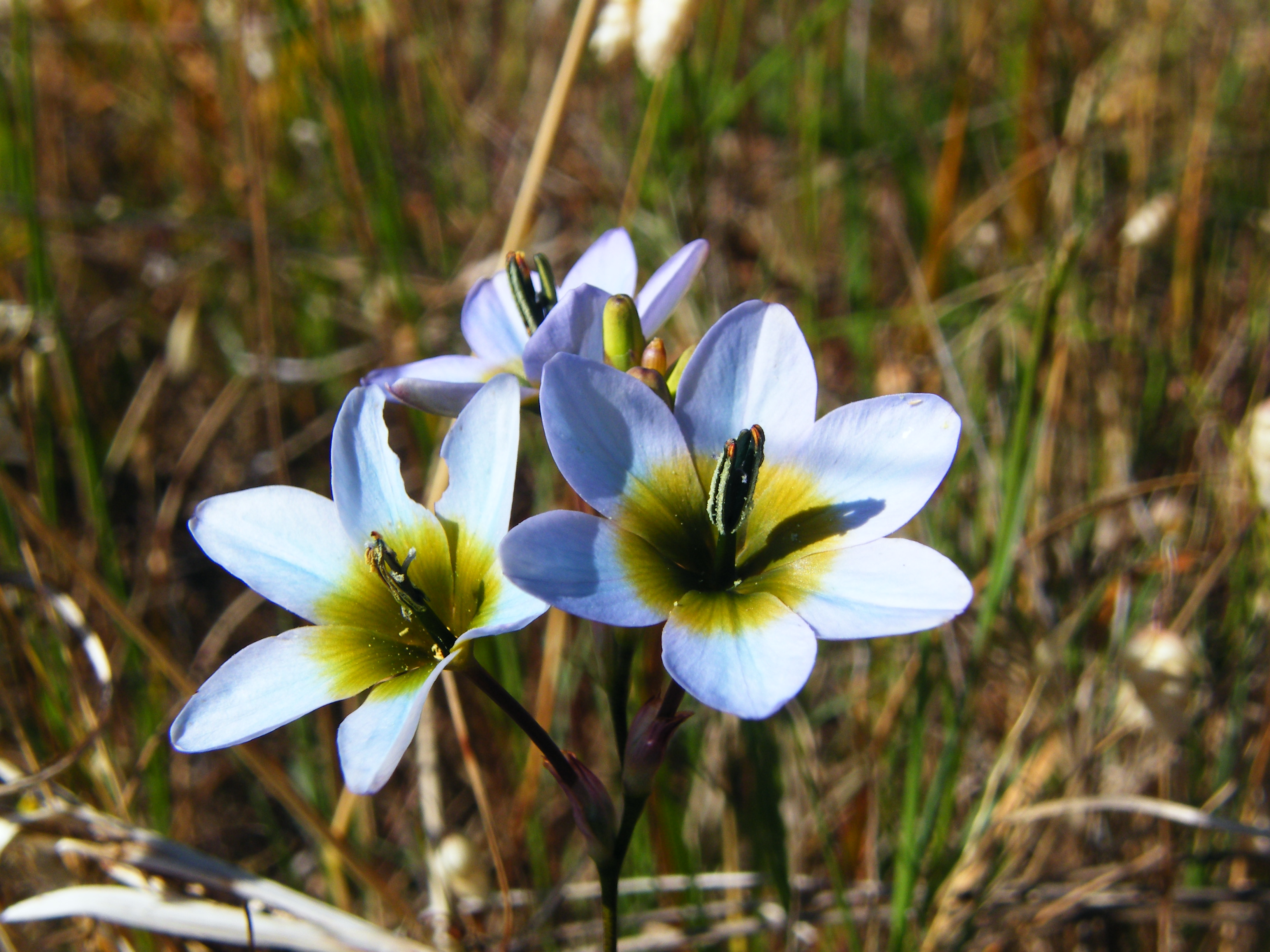
Ixia monadelpha
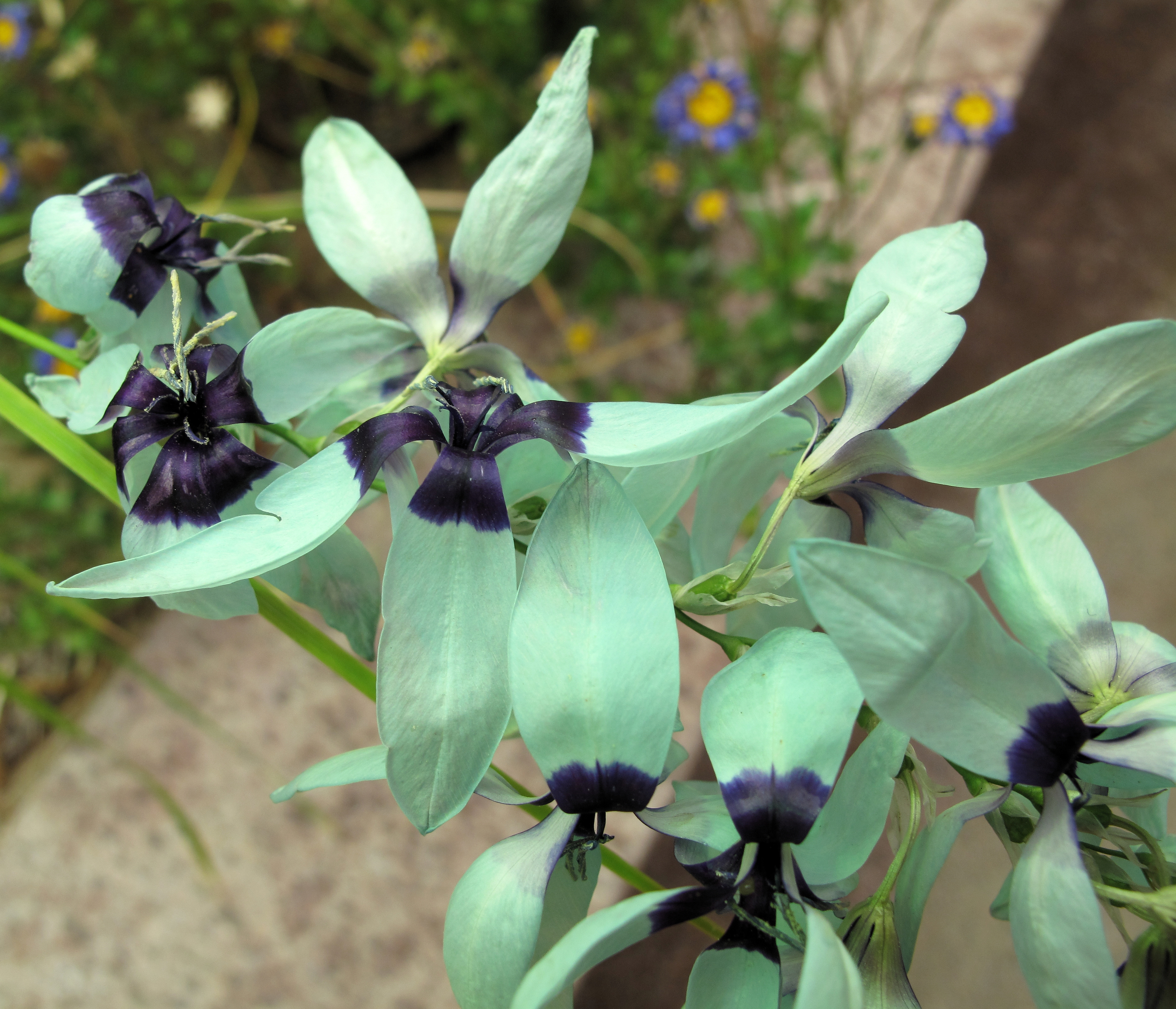
Ixia viridiflora
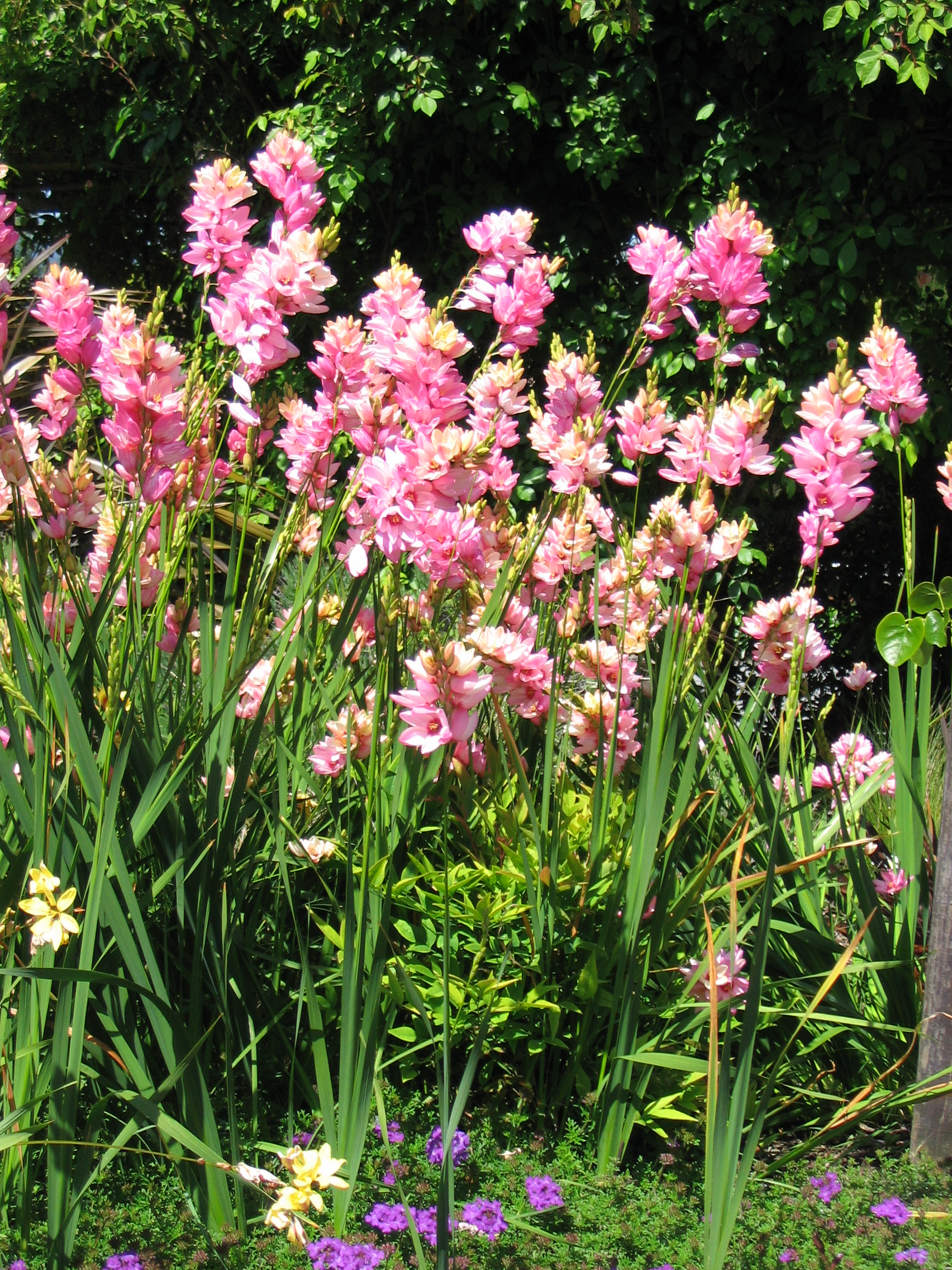
Ixia sp. Калифорния, США